# Liste der Baudenkmale in Eberswalde
Die Liste der Baudenkmale in Eberswalde enthält alle Baudenkmale der brandenburgischen Stadt Eberswalde und ihrer Ortsteile. Grundlage ist die Landesdenkmalliste mit dem Stand vom 31. Dezember 2020. Die Bodendenkmale sind in der Liste der Bodendenkmale in Eberswalde aufgeführt.

## Baudenkmale
In den Spalten befinden sich folgende Informationen:
- ID-Nr.: Die Nummer wird vom Brandenburgischen Landesamt für Denkmalpflege vergeben. Ein Link hinter der Nummer führt zum Eintrag über das Denkmal in der Denkmaldatenbank. In dieser Spalte kann sich zusätzlich das Wort Wikidata befinden, der entsprechende Link führt zu Angaben zu diesem Denkmal bei Wikidata.
- Lage: die Adresse des Denkmales und die geographischen Koordinaten. Link zu einem Kartenansichtstool, um Koordinaten zu setzen. In der Kartenansicht sind Denkmale ohne Koordinaten mit einem roten beziehungsweise orangen Marker dargestellt und können in der Karte gesetzt werden. Denkmale ohne Bild sind mit einem blauen bzw. roten Marker gekennzeichnet, Denkmale mit Bild mit einem grünen beziehungsweise orangen Marker.
- Bezeichnung: Bezeichnung in den offiziellen Listen des Brandenburgischen Landesamtes für Denkmalpflege. Ein Link hinter der Bezeichnung führt zum Wikipedia-Artikel über das Denkmal.
- Beschreibung: die Beschreibung des Denkmales
- Bild: ein Bild des Denkmales und gegebenenfalls einen Link zu weiteren Fotos des Baudenkmals im Medienarchiv Wikimedia Commons

### Durch Satzung geschützte Denkmalbereiche
| ID-Nr.   | Lage                                                  | Bezeichnung                                                      | Beschreibung | Bild           |
| -------- | ----------------------------------------------------- | ---------------------------------------------------------------- | --- | -------------- |
| 09175210 | Altenhofer Straße 5–11 und Messingwerksiedlung (Lage) | Denkmalbereichssatzung für die Messingwerksiedlung in Eberswalde | Der Denkmalbereich umfasst das Gebiet um den Wasserturm Finow im Norden, die daran angrenzende Kupferhaussiedlun bis zum Messingwerkgelände am nördlichen Ufer des Finowkanals zu beiden Seiten der Altenhofer Straße. Die Südgrenze des Bereichs ist der Treidelweg am Nordufer des Kanals. Den Kern des Bereichs bildet die Siedlung im Bereich der Erich-Steinfurth-Straße und dem Gustav-Hirsch-Platz. | weitere Bilder |

### Über die Gemeindegrenzen hinaus
| ID-Nr.   | Lage   | Bezeichnung                                                                                      | Beschreibung | Bild                                                                                             |
| -------- | ------ | ------------------------------------------------------------------------------------------------ | ------------ | ------------------------------------------------------------------------------------------------ |
| 09175426 | (Lage) | Finowkanal zwischen Zerpenschleuse und Liepe sowie die damit verbundenen wasserbaulichen Anlagen | Finowkanal   | Finowkanal zwischen Zerpenschleuse und Liepe sowie die damit verbundenen wasserbaulichen Anlagen |

### Eberswalde
| ID-Nr.            | Lage                                                                                      | Bezeichnung | Beschreibung | Bild |
| ----------------- | ----------------------------------------------------------------------------------------- | --- | --- | --- |
| 09175206 Wikidata | (Lage)                                                                                    | Ragöser Damm, bauliche Anlage des Oder-Havel-Kanals. | Höchster Kanaldamm der Welt. Zur Denkmalanlage gehörte auch die 2007 abgerissene Kanalbrücke. | Ragöser Damm, bauliche Anlage des Oder-Havel-Kanals. |
| 09175203          | (Lage)                                                                                    | Treidelpfadbrücke, „Teufelsbrücke“, am Finowkanal | Die Teufelsbrücke am Finowkanal im Stadtteil Finow auf dem Gelände des ehemaligen Messingwerkes wurde von 1824 bis 1826 als Weidendammer Brücke in Berlin errichtet. 1880 wurde sie um Fußwegbahnen ergänzt. 1895 erfolgte die erste Umsetzung der Brücke. Sie wurde um 13 Meter gekürzt und in Liepe über dem Finowkanal wieder aufgebaut. Im Jahr 1913 wurde sie nochmals gekürzt und über der Ausfahrt des Messingwerkhafens montiert. Der mittlere Brückenteil ist herausnehmbar um größeren Schiffen eine Durchfahrt zu ermöglichen. Die Brücke ist eine dreijochige, jetzt 23 Meter lange und etwa 2,30 Meter breite Ganzmetall-Konstruktion aus genieteten und verschraubten L-Profilen und Blechen. Das Mittelteil ist auf gusseiserne Säulen gebettet. Das Brückengeländer gehört nicht zur Originalausstattung. Die gesamte Brücke ist in sich schief. Mögliche Gründe: nachlässige Aufstellung, etwaige Transportschäden, Setzungen oder Unfälle. Hafen- und Kanalseite des Bauwerks sind um etwa acht Zentimeter versetzt, was eine Schieflage von circa drei Grad bedeutet. Da die Widerlager ebenfalls versetzt sind werden Setzungen oder Unfälle am jetzigen Standort ausgeschlossen. | weitere Bilder |
| 09175207          | (Lage)                                                                                    | Stadtkern Eberswalde | | Stadtkern Eberswalde |
| 09175566          | Alfred-Möller-Straße 1, 2 (Lage)                                                          | Forstliche Fachhochschule Eberswalde mit zwei Institutsgebäuden und Pförtnerhaus | | Forstliche Fachhochschule Eberswalde mit zwei Institutsgebäuden und Pförtnerhaus |
| 09175579          | Altenhofer Straße (Lage)                                                                  | Altes Magazin | | Altes Magazin |
| 09175658          | Altenhofer Straße (Lage)                                                                  | Messingwerk, Fabrikhallen auf dem Gelände des Altwerks: Knüppelgießhalle, Abfallmagazin, Drahthütte | | BW |
| 09175148          | Altenhofer Straße 2, 42-48 (Lage)                                                         | Musterhaussiedlung aus Kupferhäusern | | weitere Bilder |
| 09175664          | Altenhofer Straße 66b (Lage)                                                              | Tischlerei Blankenburg | Stahlfachwerkbau mit Klinkerausfachung. Ersterrichtung in Frankreich im ausgehenden 19. Jh., Wiederaufbau im Ersten Weltkrieg im Messingwerk. Die Inneneinrichtung der Tischlerei stammt weitgehend aus den 1930er Jahren. 1994 wurde der Betrieb eingestellt. Seitdem befindet es sich in Privatbesitz. | Tischlerei Blankenburg |
| 09175152          | Am Markt/Breite Straße (Lage)                                                             | Löwenbrunnen | Die Skulptur des liegenden Löwen wurde 1836 von der Königlichen Eisengießerei in Berlin nach einer Vorlage des Bildhauers Christian Daniel Rauch geschaffen. | weitere Bilder |
| 09175149          | Am Markt 5 (Lage)                                                                         | Wohnhaus | | Wohnhaus |
| 09175150          | Am Markt 6 (Lage)                                                                         | Wohnhaus | | Wohnhaus |
| 09175567          | Am Markt 7 (Lage)                                                                         | Wohnhaus | | Wohnhaus |
| 09175568          | Am Markt 8 (Lage)                                                                         | Wohnhaus mit Seitenflügel | | Wohnhaus mit Seitenflügel |
| 09175217 Wikidata | Am Wasserturm 2, Altenhofer Straße 39 (Lage)                                              | Wasserturm mit Ehrenmal und Rohrmeisterhaus | als „Hindenburgturm“ erbaut 1917 nach Entwurf von Paul Mebes; laut Dehio-Handbuch „frühes und wichtiges Beispiel des Expressionismus in Deutschland“ | weitere Bilder |
| 09175644          | Am Zainhammer 3 (Lage)                                                                    | Zainhammermühle mit Resten der technischen Ausstattung sowie Mühlengerinne und Mühlenteich | | weitere Bilder |
| 09175108          | An der Friedensbrücke 5 (Lage)                                                            | Wohnhaus | | Wohnhaus |
| 09175187 Wikidata | An der Friedensbrücke 23, 23a (Lage)                                                      | Wohnhaus und Nebengebäude | | weitere Bilder |
| 09175198          | An der Friedensbrücke 24 (Lage)                                                           | Wohnhaus | | Wohnhaus |
| 09175748          | Angermünder Chaussee (Lage)                                                               | Eberswalder Wassertor, am Oder-Havel-Kanal, km 70,37 | | Eberswalder Wassertor, am Oder-Havel-Kanal, km 70,37 |
| 09175630          | Angermünder Chaussee 11 (Lage)                                                            | Städtisches Wasserwerk mit Maschinenhaus, Filterhaus, Pumpenhaus sowie Wohn- und Verwaltungsgebäude | Maschinenhaus und Filtergebäude: Ziegelbauten mit Satteldach. Datiert auf 1899-1901 (Erweiterungsbauten 1909). Pumpenhaus: Eher schlicht gehaltener Ziegelbau mit Zeltdach. Er stammt aus dem Jahr 1909. Verwaltungsgebäude: Der zweigeschossige villenartige Ziegelbau auf L-förmigem Grundriss mit versch. Anbauten mit Satteldach und Pultdach versehen, ist datiert auf die Jahre 1899-1901. | weitere Bilder |
| 09175209          | August-Bebel-Straße 3–37, 35–37 (Lage)                                                    | Gründerzeitfassaden in der Gesamtheit der Straßenansicht | | Gründerzeitfassaden in der Gesamtheit der Straßenansicht |
| 09175616          | August-Bebel-Straße 2 (Lage)                                                              | Turmvilla | | Turmvilla |
| 09175134          | August-Bebel-Straße 34 (Lage)                                                             | Goetheschule | Der denkmalgeschützte Schulbau wurde 1926–1928 als Erweiterungsbau für die 1904 eröffnete Realschule eingeweiht. Damals bekam dieses Haus den Namen Hindenburg-Oberrealschule. Nach dem Zweiten Weltkrieg war es dann wieder eine Schule mit Abiturabschluss (Erweiterte Oberschule). Im Jahr 1991 wurde daraus die Goethe-Realschule. – Im Jahr 2009 beschloss die Stadtverwaltung die Zusammenlegung mit der Schule in der Friedrich-Engels-Straße, die 1892 als Bürgerschule eröffnet worden war, danach als Lyzeum, im Zweiten Weltkrieg als Lazarett und in der DDR-Zeit als Polytechnische Oberschule Wilhelm Pieck diente. Nach der Wende wurde diese zur Grundschule Mitte, die im Jahr 2001 den Zusatz Europaschule erhielt. Das historische Bauwerk konnte im 21. Jhd. saniert und modernisiert werden. Die nunmehr vereinigten Schulen erhielten die Bezeichnung Johann-Wolfgang-von-Goethe-Schule. | Goetheschule |
| 09175525          | August-Bebel-Straße 41 (Lage)                                                             | Verwaltungsgebäude und Seitenflügel | | Verwaltungsgebäude und Seitenflügel |
| 09175571 Wikidata | Bahnhofstraße 5 (Lage)                                                                    | Katholische Kirche St. Theresia vom Kinde Jesu | Die Kirche wurde 1934 nach Entwurf des Berliner Architekten Josef Bachem errichtet. Sie zeigt nebeneinander moderne und traditionelle Formen. Die Gemeinde gehörte zum Dekanat Eberswalde im Erzbistum Berlin. | weitere Bilder |
| 09175572          | Beethovenstraße 20a (Lage)                                                                | Schule | ehemalige Schule im Ortsteil Clara-Zetkin-Siedlung, heute Wohnhaus | Schule |
| 09175890          | Bergerstraße 7 (Lage)                                                                     | Turnhalle | | Turnhalle |
| 09175490          | Bergerstraße 22, 24–26 (Lage)                                                             | Eisengießerei Budde & Goehde mit Gießereihalle, Modelltischlerei, Werkszufahrt und Einfriedung | | weitere Bilder |
| 09175155          | Biesenthaler Straße (Lage)                                                                | Grabstätte Albert Brachlow, auf dem Friedhof | | Grabstätte Albert Brachlow, auf dem Friedhof |
| 09175614          | Biesenthaler Straße 14/15 (Lage)                                                          | Berufsschule | heute Freie Oberschule Finow | Berufsschule |
| 09175526          | Blumenwerder Straße 1–7 (Lage)                                                            | Mietwohnhäuser sowie Werkstattgebäude auf dem Hof von Nr. 2 | | Mietwohnhäuser sowie Werkstattgebäude auf dem Hof von Nr. 2 |
| 09175156          | Breite Straße (Lage)                                                                      | Kapelle des St.-Georg-Hospitals | Errichtet Mitte des 14. Jh. außerhalb der Stadtmauern mit einem Hospiz, umgeben von einem Pestfriedhof (erweitert um 1600, Armenfriedhof, 1761–1850 Soldatenfriedhof), 1620 ungenutzt (das Hospiz verfallen; das Inventar gelangte in die Stadtkirche), später Vorratsraum, 1779 Pulvermagazin der Garnison, 1834 Wiederherstellungsarbeiten, 1930 und 1992/93 Restaurierungen, 1954–1960 Heimatmuseum, seit 1973 Konzertraum | weitere Bilder |
| 09175106          | Breite Straße 22 (Lage)                                                                   | Wohnhaus | | Wohnhaus |
| 09175157          | Breite Straße 24 (Lage)                                                                   | Wohnhaus | | Wohnhaus |
| 09175158          | Breite Straße 41 (Lage)                                                                   | Wohnhaus, Altes Rathaus | Wohnhaus von 1775, seit 1825 unter baulichen Veränderungen als Rathaus genutzt; barocke Hauptfassade; mittig Kartusche mit Stadtwappen (1866 von W. Koch) | Wohnhaus, Altes Rathaus |
| 09175159          | Breite Straße 42, 44 (Lage)                                                               | Rathaus | Als Ergebnis eines bis Mitte Oktober 1902 ausgeschriebenen Architekturwettbewerbs wurde das Neue Rathaus 1903–1905 nach einem Entwurf der Berliner Architekten Ferdinand Köhler und Paul Kranz erbaut. Die architektonische Gestaltung orientiert sich an Vorbildern aus der deutschen Renaissance, besonders betont sind der Volutengiebel und das Hauptportal mit seinem plastischen Schmuck. Auch im Inneren sind etliche Details erhalten, z. B. das repräsentative Treppenhaus. | Rathaus |
| 09175160          | Breite Straße 45 (Lage)                                                                   | Löwen-Apotheke | Giebelständiges Fachwerkhaus von 1703; erbaut für den Bürgermeister Moises Aureillon; ältestes erhaltenes eh. Wohnhaus am Markt; ab 1794 Apotheke, seit 1936 mit dem Zusatz Löwen nach dem auf der anderen Straßenseite stehenden Marktbrunnen. Bauliche Veränderungen ab Ende des 18. Jh., unter anderem Putzfassade, Fenstergitter, Löwenskulptur über dem Eingang. Nach der Wende fiel das Haus in das Eigentum einer Privatperson zurück, die es in der baulichen Hülle sanieren ließ. Dafür wurden finanzielle Mittel aus der Städtebauförderung in Anspruch genommen. 2002 in einem Sanierungswettbeerb ausgezeichnet. Zum Zeitpunkt des Fotos (Juli 2018) war das Haus ungenutzt. | Löwen-Apotheke |
| 09175161          | Breite Straße 54 (Lage)                                                                   | Wohnhaus | | Wohnhaus |
| 09175162          | Breite Straße 57 (Lage)                                                                   | Wohnhaus | | Wohnhaus |
| 09175478          | Breite Straße 58 (Lage)                                                                   | Wohnhaus (sog. Kommandohaus) mit zwei Nebengebäuden und Toreinfahrt sowie Mauereinfriedung an der Nordseite | | Wohnhaus (sog. Kommandohaus) mit zwei Nebengebäuden und Toreinfahrt sowie Mauereinfriedung an der Nordseite |
| 09175132          | Breite Straße 69 (Lage)                                                                   | Bürgerschule III mit Aborthaus und Turnhalle | heute Bruno-H.-Bürgel-Grundschule | weitere Bilder |
| 09175437          | Breite Straße 144 (Lage)                                                                  | Städtischer Schlachthof mit Hauptgebäude (Schlachthalle, Maschinenhaus, Kesselhaus), Nebengebäude (so genannte Fettschmelze), Verwalterhaus und straßenseitiger Einfriedung | größtenteils abgerissen | Städtischer Schlachthof mit Hauptgebäude (Schlachthalle, Maschinenhaus, Kesselhaus), Nebengebäude (so genannte Fettschmelze), Verwalterhaus und straßenseitiger Einfriedung |
| 09175573          | Britzer Straße 11, 15, 16, 16a (Lage)                                                     | Restbebauung des Hüttenwerks Kupferhammer, bestehend aus Walzwerk, Hüttenamt mit Badehaus, drei Arbeiterwohnhäusern, Mauerrest mit Kriegerdenkmal | | Restbebauung des Hüttenwerks Kupferhammer, bestehend aus Walzwerk, Hüttenamt mit Badehaus, drei Arbeiterwohnhäusern, Mauerrest mit Kriegerdenkmal |
| 09175498          | Brunnenstraße 1 (Lage)                                                                    | Wohnhaus | ggü. Waldsolarheim | Wohnhaus |
| 09175527          | Brunnenstraße 4 (Lage)                                                                    | Villa | | Villa |
| 09175498          | Brunnenstraße 6 (Lage)                                                                    | Casino | Erbaut wurde das Haus von 1892 bis 1893. Das Casino war mal eine Gaststätte. Es deutet derzeit nichts darauf hin, dass der seit wenigestens 10 Jahre andauernde Verfall (vermutlich noch länger) des Gebäudes und Grundstücks aufgehalten wird (Stand August 2024). | Casino |
| 09175012          | Brunnenstraße 9 (Lage)                                                                    | Villa und Park mit Skulpturen, „Pantherjagd“, „Luchsjagd“ und Neptunbrunnen | Sog. „Märchenvilla“. Ursprünglich ein eingeschossiges Landhaus aus dem Jahr 1833. Aufgestockt und mit spätklassizistischer Fassade versehen 1878. | weitere Bilder |
| 09175491          | Brunnenstraße 25, Schwappachweg (Lage)                                                    | Institut für forstliche Arbeitswissenschaften (IFFA), bestehend aus Versuchsstation und Institutsgebäude | | Institut für forstliche Arbeitswissenschaften (IFFA), bestehend aus Versuchsstation und Institutsgebäude |
| 09175499          | Coppistraße 1, 3 (Lage)                                                                   | Rohrleitungsfabrik Seifert & Co. mit Fassadenfronten mehrerer Werksgebäude sowie Kesselhaus und Lokomotivhalle | | Rohrleitungsfabrik Seifert & Co. mit Fassadenfronten mehrerer Werksgebäude sowie Kesselhaus und Lokomotivhalle |
| 09175711          | Danckelmannstraße 2 (Lage)                                                                | Wohnhaus | Zweigeschossiger Bau (Eckhaus) aus dem Jahr 1899/1900 mit zahlreichen augenfälligen Details. | Wohnhaus |
| 09175628          | Danckelmannstraße 7 (Lage)                                                                | Villenartiges Wohnhaus und straßenseitige Einfriedung | Zweigeschossiger Bau mit Mansarddach, datiert auf das Jahr 1907. | Villenartiges Wohnhaus und straßenseitige Einfriedung |
| 09175629          | Danckelmannstraße 15 (Lage)                                                               | Villa mit Pavillon und Einfriedung | Zweigeschossiger Bau mit Mansarddach, datiert auf die Jahre 1910/1911 (Umbauten erfolgten 1941). | Villa mit Pavillon und Einfriedung |
| 09175542          | Danckelmannstraße 24 (Lage)                                                               | Villa und straßenseitige Grundstückseinfriedung | Jetzt Altenpflegeheim Clara Zetkin. | Villa und straßenseitige Grundstückseinfriedung |
| 09175766          | Dorfstraße 9 (Lage)                                                                       | Ehemaliges Rathaus Finow mit Saalanbau | Zweigeschossiger gut erhaltener Bau mit Berliner Dach. Datiert auf 1890/1900. Der Saalbau schmiegt sich an der Westseite mit einem L-förmigen Grundriss als Ziegelbau an das Hauptgebäude an. Änderungsbauten erfolgten für Rathaus und Saalbau in den Jahren 1930/1934. | weitere Bilder |
| 09175887          | Dr.-Gillwald-Höhe 50 (Lage)                                                               | Gutshof der Provinzial-Irrenheil- und Pflegeanstalt mit Wohnhaus und großem Stallgebäude sowie Hofpflasterung und Einfriedungsmauer | Der Gutshof liegt im Eberswalder Stadtteil Nordend. Er datiert auf das Jahr 1883. Wohnhaus: T-förmiger Grundriss, zweigeschossiges Ziegelgebäude mit Satteldach, mehrfach Umbauten (zuletzt 2014). Großer Stall: eineinhalbgeschossiges Ziegelgebäude mit Satteldach. Kleiner Stall: eingeschossiges Ziegelgebäude mit Flachdach. Hofpflasterung: Feldsteine. | weitere Bilder |
| 09166062          | Eberswalder Straße (Nordseite, vor der Abzweigung zum Familiengarten) (Lage)              | Grenzstein | Inschrift: Kreis Ober Barnim / Stadtkreis Eberswalde | Grenzstein |
| 09175574 Wikidata | Eberswalder Straße (Lage)                                                                 | Pfarrkirche | | weitere Bilder |
| 09175485          | Eberswalder Straße (Lage)                                                                 | Papierfabrik Wolfswinkel, bestehend aus Wasserturm, Papiermaschinenhalle der Siemens-Schuckert-Werke, Lager- und Produktionsgebäude, Produktionsgebäude und Produktionsanlage „Handgeschöpftes Büttenpapier“, Villenanlage mit Fabrikantenvilla, Nebengebäude, Einfriedung und Park, Maschinenhaus, Tischlerei, Kesselhaus, Kläranlage und Wasserwerk, Werkstattgebäude, Wehr, Pförtnerhaus mit Nebengebäude und Resten der Hofpflasterung | | weitere Bilder |
| 09175183          | Eberswalder Straße / Lichterfelder Straße (Lage)                                          | Altes Walzwerk – Eisenspalterei mit Werksgebäude „Blechenhaus“ (1816–1818), Werkshalle (1897) mit Schornstein und Westfassade, Werkshalle der Hufeisenfabrik, Reste einer Werkshalle mit Schornstein, Werkshalle „Borsighalle“ (1849) | Überreste einer größeren Fabrikanlage als erlebbare Industriekultur im Rahmen des Freizeitangebotes Familiengarten Eberswalde. | weitere Bilder |
| 09175575          | Eberswalder Straße 24a-b, 26 (Lage)                                                       | Restbebauung der chemischen Fabrik, bestehend aus Verwaltungsgebäude, Beamten- und Wohlfahrtshaus, Wagenremise | größtenteils abgerissen | weitere Bilder |
| 09175871          | Eberswalder Straße 32, 34 (Lage)                                                          | Zwei Arbeiterwohnhäuser und ein Wirtschaftsgebäude | | weitere Bilder |
| 09175576          | Bahnhofsring (Lage)                                                                       | Mechanischer Fahrtrichtungsanzeiger auf dem Bahnsteig 2/3 des Hauptbahnhofs | sogenannter „Hampelmann“ | weitere Bilder |
| 09175098          | Eisenbahnstraße 6 (Lage)                                                                  | Wohnhaus | | Wohnhaus |
| 09175646          | Eisenbahnstraße 9 (Lage)                                                                  | Mietwohnhaus und Hofpflasterung | | Mietwohnhaus und Hofpflasterung |
| 09175114          | Eisenbahnstraße 20 (Lage)                                                                 | Königliches Hauptsteueramt einschließlich hofseitigem Stall- und Remisegebäude | | Königliches Hauptsteueramt einschließlich hofseitigem Stall- und Remisegebäude |
| 09175165          | Eisenbahnstraße 29, Wilhelmstraße 40 (Lage)                                               | Brauereigebäude mit Darre, Sudhaus und Teilen der Malztenne sowie Schornsteinsockel, Brauerei-Kelleranlage, Bierausschank und Pförtnerhaus | Bierakademie | Brauereigebäude mit Darre, Sudhaus und Teilen der Malztenne sowie Schornsteinsockel, Brauerei-Kelleranlage, Bierausschank und Pförtnerhaus |
| 09175632          | Eisenbahnstraße 37a (Lage)                                                                | Beamtenwohnhaus mit Vorgarten | | BW |
| 09175647          | Eisenbahnstraße 67 (Lage)                                                                 | Mietwohnhaus | | Mietwohnhaus |
| 09175648          | Eisenbahnstraße 71 (Lage)                                                                 | Mietwohnhaus | | Mietwohnhaus |
| 09175649          | Eisenbahnstraße 77 (Lage)                                                                 | Mietwohnhaus | | Mietwohnhaus |
| 09175877          | Eisenbahnstraße 83 (Lage)                                                                 | Wohn- und Geschäftshaus mit Lichtspieltheater | | Wohn- und Geschäftshaus mit Lichtspieltheater |
| 09175650          | Eisenbahnstraße 84 (Lage)                                                                 | Mietwohnhaus mit hofseitigem Schulgebäude | | Mietwohnhaus mit hofseitigem Schulgebäude |
| 09175633          | Eisenbahnstraße 97 (Lage)                                                                 | Wohn- und Verlagshaus | | Wohn- und Verlagshaus |
| 09175166          | Eisenbahnstraße 99 (Lage)                                                                 | Wohnhaus | | Wohnhaus |
| 09175510          | Eisenbahnstraße 101 (Lage)                                                                | Postamt | | weitere Bilder |
| 09175653          | Erich-Mühsam-Straße 5 (Lage)                                                              | Wohnhaus | | Wohnhaus |
| 09175654          | Erich-Mühsam-Straße 12 (Lage)                                                             | Wohnhaus | | Wohnhaus |
| 09175655          | Erich-Mühsam-Straße 15 (Lage)                                                             | Wohnhaus | | Wohnhaus |
| 09175135          | Georg-Herwegh-Straße 18 (Lage)                                                            | Sanatorium „Drachenkopf“ | Ursprünglich stammend von der Anhöhe 'Drenkenkoff'. Dreigeschossiger Klinkerbau. Datiert auf 1898, erweitert 1902. | Sanatorium „Drachenkopf“ |
| 09175216          | Erich-Steinfurth-Straße (Lage)                                                            | Kapelle und Friedhofseinfriedung | Die Kapelle, ein Ziegelbau mit Bogendach aus dem Jahr 1925, steht auf dem Friedhof der Messingwerk-Siedlung, der wiederum unmittelbar westlich an die Werk-Siedlung grenzt. Die Einfriedung datiert auf 1924/1925, gefertigt aus Ziegel und Schmiedeeisen. | weitere Bilder |
| 09175211          | Erich-Steinfurth-Straße 9, 51/52 (Lage)                                                   | Torbogenhaus | | weitere Bilder |
| 09175212          | Erich-Steinfurth-Straße 10, 11 (Lage)                                                     | Altes Hüttenamt mit Taubenhaus | | weitere Bilder |
| 09175213          | Erich-Steinfurth-Straße 12 (Lage)                                                         | Villa der Fabrikantenfamilie Hirsch und Reste der Gartenanlage | | weitere Bilder |
| 09175581          | Erich-Steinfurth-Straße 13 (Lage)                                                         | Direktorenwohnhaus | Das einzige, von der Erich-Steinfurth-Straße stark zurückgesetzt liegende und sich in der Wahl des Stils von den übrigen Gebäuden der Messingwerk-Siedlung recht freimütig abhebende Wohngebäude. Zweigeschossiges Wohngebäude mit Walmdach. Datiert auf das Jahr 1914 (Änderungsbauten erfolgten 1981). | Direktorenwohnhaus |
| 09175581          | Erich-Steinfurth-Straße 19–21 (Lage)                                                      | Schule mit zwei Lehrerhäusern | | Schule mit zwei Lehrerhäusern |
| 09175200          | Freienwalder Straße (weitere Eingänge: Tramper Chaussee/Breite Straße, Saarstraße) (Lage) | Grabstätte für zwangsverschleppte Ausländer, Grabstätte von Ehrenbürgern und weiteren bedeutenden Persönlichkeiten auf dem Waldfriedhof: Ernst Wartenberg (Grabmal, 1905/1916, Revier 31), Robert Ardelt (Grabmal, 1925, Revier 31), Clemens Schreiber (Grabanlage, 1904, Revier 33), Familie Bleck (Mausoleum, 1900, Revier 35), Familie Brodt (Mausoleum, um 1900, Revier 18), Familie Sy (Mausoleum, 1898, Revier 26), Familie Schröter (Mausoleum, um 1900, Revier 30), Carus Sterne (Grabanlage, 1903, Revier 30), Gedenkstätte für zwangsverschleppte Ausländer (Revier 51) | | [[Vorlage:Bilderwunsch/code!/C:52.829036,13.832767!/D:Freienwalder Straße (weitere Eingänge: Tramper Chaussee/Breite Straße, Saarstraße), Grabstätte für zwangsverschleppte Ausländer, Grabstätte von Ehrenbürgern und weiteren bedeutenden Persönlichkeiten auf dem Waldfriedhof: Ernst Wartenberg (Grabmal, 1905/1916, Revier 31), Robert Ardelt (Grabmal, 1925, Revier 31), Clemens Schreiber (Grabanlage, 1904, Revier 33), Familie Bleck (Mausoleum, 1900, Revier 35), Familie Brodt (Mausoleum, um 1900, Revier 18), Familie Sy (Mausoleum, 1898, Revier 26), Familie Schröter (Mausoleum, um 1900, Revier 30), Carus Sterne (Grabanlage, 1903, Revier 30), Gedenkstätte für zwangsverschleppte Ausländer (Revier 51)!/\|BW]] |
| 09175168          | Freienwalder Straße (Lage)                                                                | Ehrenmal der Roten Armee (Sowjetischer Ehrenfriedhof) | | Ehrenmal der Roten Armee (Sowjetischer Ehrenfriedhof) |
| 09175816          | Freienwalder Straße (Lage)                                                                | Uhrenturm der ehemaligen Kaserne des Artillerie-Regiments 75/II | Betonstein-Säule mit Zeltdach. Datiert auf 1935/1936. | Uhrenturm der ehemaligen Kaserne des Artillerie-Regiments 75/II |
| 09175479          | Friedrich-Ebert-Straße 11 (Lage)                                                          | Speicher, auf dem Hof | | BW |
| 09175680          | Friedrich-Ebert-Straße 28 (Lage)                                                          | Institutsgebäude | Datierung: 1928-1929 | Institutsgebäude |
| 09175171          | Goethestraße (Lage)                                                                       | Goethetreppe | 1936 nach einem Entwurf des Stadtgarteninspektors Fritz Schuhmann als „Bismarcktreppe“ errichtet | Goethetreppe |
| 09175170          | Goethestraße 9 (Lage)                                                                     | Gedenktafel für die Synagoge | | Gedenktafel für die Synagoge |
| 09175169          | Goethestraße 18b (Lage)                                                                   | Alte Post | | Alte Post |
| 09175481          | Goethestraße 24 (Lage)                                                                    | Wohnhaus | | Wohnhaus |
| 09175214          | Gustav-Hirsch-Platz 1-6 (Lage)                                                            | Arbeiterwohnhäuser mit Stallanlage | | weitere Bilder |
| 09175604          | Gustav-Hirsch-Platz 7-10 / Erich-Steinfurth-Straße 47/48 (Lage)                           | Mehrfamilien-Arbeiterwohnhäuser (Gustav-Hirsch-Platz 7-10 mit Nebengebäuden) | | weitere Bilder |
| 09175175          | Heegermühler Straße (Lage)                                                                | Gedenkstein, Mordstein im Gedenken an Christian Friedrich Schönfeld, am Westendstadion | | Gedenkstein, Mordstein im Gedenken an Christian Friedrich Schönfeld, am Westendstadion |
| 09175492          | Am Bahnhof Eisenspalterei (Lage)                                                          | Außenlager Eberswalde des KZ Ravensbrück: Zwei Steinbaracken und Waschhaus | Von der gesamten Anlage aus dem Jahr 1943 (sechs Häftlingsbaracken, Wirtschafts- und Wachpersonalgebäude) sind heute noch die beiden 1944 ergänzten Häftlingsbaracken als stumme Zeugen der nationalsozialistischen Verbrechen übriggeblieben, in überaus gutem Originalzustand. | weitere Bilder |
| 09175509          | Am alten Walzwerk (Lage)                                                                  | Montagekran „Eber“, im Familiengarten Eberswalde | Der Montagekran wurde 2001 demontiert und an den Rand des Firmengeländes der Kranbau Eberswalde versetzt. Rekonstruiert zur Landesgartenschau 2002 gehört der Kran seit dem zum Familiengarten Eberswalde. | weitere Bilder |
| 09175640          | Heegermühler Straße 19 (Lage)                                                             | Verwaltungssitz der Märkischen Elektrizitätswerke | Gebäude abgerissen. | Verwaltungssitz der Märkischen Elektrizitätswerke |
| 09175651          | Heegermühler Straße 64 (Lage)                                                             | Verwaltungsgebäude mit Werkszufahrt, Verwaltungsbau und Werkshalle der Ardelt-Werke | | Verwaltungsgebäude mit Werkszufahrt, Verwaltungsbau und Werkshalle der Ardelt-Werke |
| 09175136          | Heinrich-Heine-Straße (Lage)                                                              | Heldenhain-Denkmal | Im Stadtforst befindlich, in der Verlängerung der Georg-Herwegh-Straße. Die Geschichte des Ortes reicht zurück in das Jahr 1808. Damals befand sich an dieser Stelle bereits ein Eichenhain der knapp 100 später zum Hindenburg-Hain umgewidmet wurde. Das Heldenhain-Denkmal datiert auf das Jahr 1925. | weitere Bilder |
| 09175176          | Jüdenstraße 3 (Lage)                                                                      | Wohnhaus | | Wohnhaus |
| 09175618          | Kantstraße 11, 14, 16, 17, 17a, 18, 19, 20, 21, 21a, 23, 25, 27 (Lage)                    | Wohnanlage des Eberswalder Spar- und Bauvereins | | Wohnanlage des Eberswalder Spar- und Bauvereins |
| 09175669          | Karl-Liebknecht-Straße 1 (Lage)                                                           | Mietwohnhaus | Dreigeschossiger Bau unter einem Berliner Dach aus dem Jahr 1902. | Mietwohnhaus |
| 09175178          | Karl-Marx-Platz (Lage)                                                                    | Denkmal für die Opfer des Faschismus (OdF) | | Denkmal für die Opfer des Faschismus (OdF) |
| 09175179          | Kirchplatz (Lage)                                                                         | Stadtpfarrkirche St. Maria-Magdalena | | Stadtpfarrkirche St. Maria-Magdalena |
| 09175180          | Kirchstraße 5 (Lage)                                                                      | Pfarrhaus (heute Wohnhaus) | | Pfarrhaus (heute Wohnhaus) |
| 09175131          | Kirchstraße 6, 7 (Lage)                                                                   | Pfarr- und Gemeindehaus, Nebengebäude, Hofpflasterung, Gartenhaus | | Pfarr- und Gemeindehaus, Nebengebäude, Hofpflasterung, Gartenhaus |
| 09175184          | Kirchstraße 8 (Lage)                                                                      | Alte Stadtschule | | Alte Stadtschule |
| 09175511          | Kirchstraße 22 (Lage)                                                                     | Wohnhaus | | Wohnhaus |
| 09175181          | Kreuzstraße 27 (Lage)                                                                     | Wohnhaus | | Wohnhaus |
| 09175501          | Kupferhammerweg 17, 21 (Lage)                                                             | Restbauten der Hufnagelfabrik mit Fabrikantenvilla, Waggonfahrstuhl, Schornstein | Fabrikanlagen abgerissen; nur der Schornstein ist übriggeblieben, Villa verfällt, zum Waggonfahrstuhl siehe Waggonaufzug Eberswalde | weitere Bilder |
| 09175577          | Kupferhammerweg 34 (Lage)                                                                 | Verwaltungsgebäude der Märkischen Eisengießerei | ehemals Kirche, jetzt Schule | Verwaltungsgebäude der Märkischen Eisengießerei |
| 09175185          | Lichterfelder Straße (Lage)                                                               | Hubbrücke über den Finowkanal | Zugbrücke aus den 1880er Jahren (1945 gesprengt). Neubau als Hubbrücke 1953 bis 1956. | weitere Bilder |
| 09175186          | Ludwig-Sandberg-Straße (Lage)                                                             | Pfarrkirche St. Johannis | | weitere Bilder |
| 09175124          | Macherslust 3 (Lage)                                                                      | Villa Macherslust | Errichtet 1894/95, Solitärbau in Formen des Heimatschutzstils, Eckturm mit Zeltdach, Zwerchhäuser, Firstbekrönungen. Nebeneinander von hellem Putz, Zierfachwerk, Zinkgußverzierungen, engobierten Dachziegeln. Treppenhaus mit zweiarmiger Treppe, zentrales Vestibül, Reste einer kleinen Brunnenanlage. Nach 1945 als Gehörlosenschule, später als Einrichtung für geistig Behinderte genutzt, ab 1993 leerstehend. Seit 2019 gibt eine neue Besitzerin, die einen Nutzungsänderungsplan für ein Hotel mit angegliederter Wohnung beantragt hat. Es wurde am 22.02.2019 eine Baugenehmigung erteilt. Seitdem ist nichts passiert (Stand August 2024). Der Bescheid ist öffentlich einsehbar und hängt an der Einfriedung. | BW |
| 09175712          | Marienstraße 2 (Lage)                                                                     | Kanalwasser-Pumpstation mit zwei Nebengebäuden und Einfriedung | | Kanalwasser-Pumpstation mit zwei Nebengebäuden und Einfriedung |
| 09175002          | Nagelstraße, Goethestraße (Lage)                                                          | Restabschnitt der Stadtmauer | | Restabschnitt der Stadtmauer |
| 09175188          | Nagelstraße 6 (Lage)                                                                      | Wohnhaus | | Wohnhaus |
| 09175125          | Naumannstraße 3c (Lage)                                                                   | Schule | ehemalige Gemeindeschule, 1893 nach Entwurf des königlichen Kreisbaumeisters Düsterhaupt errichtet, 1900 erweitert, Schulnutzung bis Ende der 1960er Jahre | Schule |
| 09175512          | Oderberger Straße (Lage)                                                                  | Jüdischer Friedhof | | weitere Bilder |
| 09175448          | Oderberger Straße 8, 8a, 10 (Lage)                                                        | Provinzial-Irrenheil- und Pflegeanstalt mit Hauptbau von 1862–1865, Wasserturm, zwei Abteilungshäusern, zwei Aufnahmehäusern, zwei Pflegehäusern, zwei Ärztehäusern, Direktorwohnhaus, Pensionärsanstalt, Anstaltskapelle mit Leichenhalle sowie Pflegerinnenheim | Der genannte Name war nur bis in die 1920er Jahre gebräuchlich; heute Martin Gropius Krankenhaus, Landesklinik Eberswalde | weitere Bilder |
| 09175189          | Pfeilstraße (Lage)                                                                        | Plastik „Amazone“, im Park am Weidendamm (ehem. Hans-Ammon-Park) | Die „Kämpfende Amazone“ ist ein Werk des Bildhauers Franz von Stuck. Sie wurde 1897 im Bronzegussverfahren hergestellt. | weitere Bilder |
| 09175606          | Pfeilstraße 27 (Lage)                                                                     | Kleinkinder-Bewahranstalt | Im Gebäude befindet sich heute der Evangelische Kindergarten Eberswalde. | Kleinkinder-Bewahranstalt |
| 09175513          | Puschkinstraße 13 (Lage)                                                                  | Städtische Höhere Mädchenschule | seit 1945 Berufsschule | Städtische Höhere Mädchenschule |
| 09175500          | Puschkinstraße 16 (Lage)                                                                  | Logengebäude „Friedrich Wilhelm zu den drei Hämmern“ | Freimaurerloge | Logengebäude „Friedrich Wilhelm zu den drei Hämmern“ |
| 09175199          | Am Wasserfall 1 (Lage)                                                                    | Denkmal für Franz Mücke | Eingeweiht am 28. Juni 1863 zu Ehren des Kgl. Musikdirektors und Begründers des Märkischen Sängerbundes Franz Mücke (1819–1863). Nach Kriegsschäden 1961 erneuert. Das Denkmal befindet sich im Zoologischen Garten Eberswalde. | BW |
| 09175610          | Rudolf-Breitscheid-Straße 3 (Lage)                                                        | Mietwohnhaus | | Mietwohnhaus |
| 09175637          | Rudolf-Breitscheid-Straße 5 (Lage)                                                        | Mietwohnhaus | | Mietwohnhaus |
| 09175582          | Rudolf-Breitscheid-Straße 9 (Lage)                                                        | Wohnhaus | | Wohnhaus |
| 09175611          | Rudolf-Breitscheid-Straße 17, 19 (Lage)                                                   | Mietwohnhaus | | Mietwohnhaus |
| 09175612          | Rudolf-Breitscheid-Straße 21, 21a, August-Bebel-Straße 23 (Lage)                          | Mietwohnhaus | | Mietwohnhaus |
| 09175638          | Rudolf-Breitscheid-Straße 22 (Lage)                                                       | Wohnhaus | | Wohnhaus |
| 09175639          | Rudolf-Breitscheid-Straße 26 (Lage)                                                       | Wohnhaus | | Wohnhaus |
| 09175514          | Rudolf-Breitscheid-Straße 100 (Lage)                                                      | Ehemaliges Auguste-Viktoria-Heim mit den Erweiterungsbauten von 1901–1902 und 1927–1928 | heute Werner-Forßmann-Krankenhaus | weitere Bilder |
| 09175624          | Saarstraße 55 (Lage)                                                                      | Pfingstkapelle mit angebautem Pfarrhaus | Kapelle: Fachwerkbau mit Bohlendach. Pfarrhaus: zweigeschossig mit Mansarddach. Wurde im Laufe der Jahre teilweise umgebaut. Datiert auf 1952-1954. | Pfingstkapelle mit angebautem Pfarrhaus |
| 09175128          | Salomon-Goldschmidt-Straße 4 (Lage)                                                       | Wohnhaus | | Wohnhaus |
| 09175190          | Salomon-Goldschmidt-Straße 7 (Lage)                                                       | Wohnhaus (Umbau zum Manufakturgebäude) | | Wohnhaus (Umbau zum Manufakturgebäude) |
| 09175193          | Schicklerstraße / Pfeilstraße (Lage)                                                      | Denkmal für Bernhard Danckelmann | Das Denkmal wurde für den Forstwissenschaftler Bernhard Danckelmann errichtet. Das Standbild wurde nach einem Entwurf des Berliner Bildhauers Fritz Heinemann in den Lauchhammerwerken gegossen und 1905 enthüllt. | Denkmal für Bernhard Danckelmann |
| 09175191          | Schicklerstraße 3, 5, Friedrich-Ebert-Straße 28 (Lage)                                    | Forstakademie (heute Forstliche Fachhochschule), bestehend aus Alter Forstakademie, Neuer Forstakademie, Verwaltungsgebäude, Institutsgebäude und Wirtschaftsgebäude | Alte Forstakademie (Schicklerstraße 3): 1793 als Wohnhaus für David Schickler erbaut, seit 1830 als Forstakademie genutzt; 1913 durchgreifender Umbau Neue Forstakademie (Schicklerstraße 5): erbaut 1873–1876 in der Tradition der Schinkelschule; Ziegelbau mit Gliederungen in Terrakotta | weitere Bilder |
| 09175097          | Schicklerstraße 7 (Lage)                                                                  | Katholische Pfarrkirche St. Peter und Paul mit Einfriedung | Die Kirche wurde 1876–1877 nach Plänen von Vincenz Statz erbaut. | weitere Bilder |
| 09175607          | Schicklerstraße 21 (Lage)                                                                 | Wohnhaus | | Wohnhaus |
| 09175099          | Schicklerstraße 39 (Lage)                                                                 | Wohnhaus mit zwei Hofflügeln, Taubenturm und schmiedeeisernem Zaun | | Wohnhaus mit zwei Hofflügeln, Taubenturm und schmiedeeisernem Zaun |
| 09175192          | Schicklerstraße 45, 47 (Lage)                                                             | Wohnhaus | | Wohnhaus |
| 09175194          | Schillerstraße (Lage)                                                                     | Schillertreppe | Die Schillertreppe ist ein Bau aus dem Jahr 1905. Sie steht nicht für sich, sie ist vielmehr in vielfältigen Funktionszusammenhängen zu betrachten: im Hinblick auf die ihr zu Füßen liegende Stadt Eberswalde, nicht weniger schließt sie aber auch die Schillerstraße nach Süden hin ab und sie stellt eine wirkungsvolle Verbindung zum höher gelegenen Parkplateau Lutherplatz und der ihn umgebenden Parkanlage mit der zentral platzierten Luther-Eiche dar. | weitere Bilder |
| 09175583          | Schillerstraße 1-8, 10, Pfeilstraße 15a (Lage)                                            | Straßenabschnitt mit Mietwohnhäusern und Straßenpflasterung sowie Hofbebauung zu Nr. 9 | | Straßenabschnitt mit Mietwohnhäusern und Straßenpflasterung sowie Hofbebauung zu Nr. 9 |
| 09175584          | Schillerstraße 12 (Lage)                                                                  | Turmvilla | | Turmvilla |
| 09175585          | Schillerstraße 15 (Lage)                                                                  | Wohnhaus | | Wohnhaus |
| 09175586          | Schillerstraße 16 (Lage)                                                                  | Wohnhaus und Einfriedung | | Wohnhaus und Einfriedung |
| 09175660          | Schillerstraße 18 (Lage)                                                                  | Wohnhaus | Villenartiges Wohnhaus (Ziegelbau) mit einem Mansarddach, das nachträglich leicht modifiziert wurde. Auffällig ist die zurückversetzte Mittelachse. Datiert auf das Jahr 1891. | Wohnhaus |
| 09175587          | Schillerstraße 19 (Lage)                                                                  | Wohnhaus | | Wohnhaus |
| 09175588          | Schillerstraße 20 (Lage)                                                                  | Wohnhaus | | Wohnhaus |
| 09175661          | Schillerstraße 21 (Lage)                                                                  | Villenartiges Wohnhaus | | Villenartiges Wohnhaus |
| 09175662          | Schillerstraße 22 (Lage)                                                                  | Wohnhaus | Eineinhalb- und zweigeschossiges villenartiges Wohnhaus mit Mansard- und Krüppelwalmdach. Datiert auf 1901/1902 (1936 erfolgten Änderungsbauten). | Wohnhaus |
| 09175663          | Schillerstraße 23 (Lage)                                                                  | Wohnhaus mit Einfriedung | Villenartiges, zweigeschossiges Wohnhaus, versehen mit einem prägnant flachem Walmdach. Datiert auf das Jahr 1903. | Wohnhaus mit Einfriedung |
| 09175668          | Schleusenstraße 53 (Lage)                                                                 | Städtische Badeanstalt, bestehend aus Haupteingang mit Kassen- und anderen Nebenräumen, Umkleidekabinen, Wohnhaus des Bademeisters, Maschinenhaus, Schwimmbecken und Freigelände | | Städtische Badeanstalt, bestehend aus Haupteingang mit Kassen- und anderen Nebenräumen, Umkleidekabinen, Wohnhaus des Bademeisters, Maschinenhaus, Schwimmbecken und Freigelände |
| 09175516          | Schneiderstraße 4a (Lage)                                                                 | Wohnhaus | Zweieinhalbgeschossiger Ziegelbau mit auffallend flachem Satteldach aus dem Jahr 1892. | Wohnhaus |
| 09175768          | Schulstraße 1 (Lage)                                                                      | Schulkomplex (heute Grundschule Finow), bestehend aus Alter Schule, Schulgebäude II, Schulgebäude III und Einfriedung | | weitere Bilder |
| 09175154          | Schwappachweg / Brunnenstraße (Lage)                                                      | Hagen-Denkmal | Denkmal für Otto von Hagen, Oberlandforstmeister, *15.02.1817 in Ilsenburg (Harz) – †10.09.1880 in Berlin, Leiter der Preußischen Staatsforstverwaltung von 1863 bis 1880. Kurator der Forstakademie Eberswalde. Verfechter der Gemeinwohlverpflichtung des Staatswaldes. Einweihung des von Forstleuten gestifteten Denkmals am 23. Oktober 1884. | weitere Bilder |
| 09175167          | Schwappachweg (Lage)                                                                      | Pfeil-Denkmal, im Forstbotanischen Garten | Friedrich Wilhelm Leopold Pfeil, Begründer der forstwirtschaftlichen Lehre und Forschung in Eberswalde. Die Umwidmung der Granitsäule (mittig im Forstbotanischen Garten stehend) für Friedrich W. L. Pfeil aus dem Jahr 1974 wurde inzwischen wieder zurückgenommen. Wann, ist unklar. Die Einträge beim Landesdenkmalamt sind dahingehend bis dato nicht aktualisiert worden. Die Säule erhielt ihre ursprüngliche Denkmalfunktion (Denkmal für die gefallenen Forststudenten) zurück, die damals angebrachten Reliefs wurde wieder entfernt. Für Friedrich W. L. Pfeil wurde nun ein Gedenkstein in Gestalt eines wuchtigen Findlings unter einem Baum direkt an einem Rundweg des Gartens rechts vom Eingang Schwappachweg aufgestellt. | Pfeil-Denkmal, im Forstbotanischen Garten |
| 09175866          | Schwappachweg 17 (Lage)                                                                   | Forstschreiberhaus mit Wirtschaftsgebäude | Eingeschossiger, auf einem Ziegel-Sockel ruhender verbretterter Fachwerk- und Lehmziegel-Bau mit Krüppelwalmdach. Datiert auf 1921/1922. | weitere Bilder |
| 09175868          | Schwappachweg 18 (Lage)                                                                   | Forstschreiberhaus | Eingeschossiger verbretterter Fachwerk- und Lehmziegelbau mit Krüppelwalmdach. Datiert auf 1921/1922. | Forstschreiberhaus |
| 09175196          | Steinstraße 3 (Lage)                                                                      | Adler-Apotheke | ältestes Bürgerhaus der Stadt, erbaut um 1665 | weitere Bilder |
| 09175197          | Steinstraße 14 (Lage)                                                                     | Wohnhaus | | Wohnhaus |
| 09175631          | Tramper Chaussee (Lage)                                                                   | Wasserhochbehälter | | Wasserhochbehälter |
| 09175544          | Weinbergstraße 4 (Lage)                                                                   | Fassade des Mietwohnhauses | | Fassade des Mietwohnhauses |
| 09175441          | Wilhelmstraße 12 (Lage)                                                                   | Mietwohnhaus, Wohnhaus mit Werkstattgebäude | | Mietwohnhaus, Wohnhaus mit Werkstattgebäude |
| 09175133 Wikidata | Wildparkstraße 1 (Lage)                                                                   | Waldschule | auch als Westendschule bekannt | Waldschule |
| 09175919          | Wildparkstraße 1 (Lage)                                                                   | Fünf Terrakottareliefs an der Eingangswand des Erweiterungsbaus der Karl-Sellheim-Schule | | Fünf Terrakottareliefs an der Eingangswand des Erweiterungsbaus der Karl-Sellheim-Schule |
| 09175589          | Wolfswinkler Straße (Lage)                                                                | Kraftwerk Heegermühle einschließlich Wohn- und Verwalterhaus | größtenteils abgerissen | weitere Bilder |

### Sommerfelde
| ID-Nr.   | Lage                            | Bezeichnung | Beschreibung                                                                                            | Bild     |
| -------- | ------------------------------- | ----------- | --- | -------- |
| 09175293 | Sommerfelder Chaussee 41 (Lage) | Wohnhaus    | Eingeschossiger Fachwerkbau mit Feldstein-Sockel. Datiert auf etwa 1780 (Umbauten erfolgten 1886/1900). | Wohnhaus |

### Spechthausen
| ID-Nr.   | Lage                                                             | Bezeichnung | Beschreibung                                         | Bild                                                                        |
| -------- | ---------------------------------------------------------------- | --- | ---------------------------------------------------- | --------------------------------------------------------------------------- |
| 09175296 | Bundesstraße 2 / Landstraße L200, (Abschnitt 170, km 3,2) (Lage) | Grenzstein Stadtgebiet Eberswalde–Spechthausen | Inschrift: Kreis Stadtkreis Eberswalde - Ober Barnim | Grenzstein Stadtgebiet Eberswalde–Spechthausen                              |
| 09175295 | Spechthausen (Lage)                                              | Mausoleum / Erbbegräbnis und Grabstelle der Familie Ebart, auf dem Friedhof |                                                      | Mausoleum / Erbbegräbnis und Grabstelle der Familie Ebart, auf dem Friedhof |
| 09175958 | Spechthausen 14, 15, 21–30, 33, 36–38 (Lage)                     | Hauptgebäude der Papierfabrik und Arbeiterwohnhäuser mit Vorgärten und Nebengebäuden sowie die Pflasterstraße zwischen ihrem Abzweig von der Hauptstraße und dem Ende des Grundstücks Spechthausen 20/21 |                                                      | weitere Bilder                                                              |
| 09175873 | Spechthausen 43/44 (Lage)                                        | Wohnhaus |                                                      | Wohnhaus                                                                    |
| 09175621 | Spechthausen 46 / An der Schwärze (Lage)                         | Fabrikantenvilla mit Kutscherhaus und Gartenhäuschen |                                                      | weitere Bilder                                                              |

### Tornow
| ID-Nr.   | Lage                                         | Bezeichnung | Beschreibung | Bild           |
| -------- | -------------------------------------------- | ----------- | --- | -------------- |
| 09175301 | Tornower Dorfstraße 23 / Hinterstraße (Lage) | Kirche      | Die evangelische Kirche entstand in der zweiten Hälfte des 13. Jahrhunderts. Die Ausstattung im Inneren ist schlicht und stammt überwiegend aus dem Jahre 1838. | weitere Bilder |

## Ehemalige Baudenkmale
| ID-Nr. | Lage                                  | Bezeichnung | Beschreibung | Bild |
| ------ | ------------------------------------- | ----------- | ------------ | ---- |
|        | Eberswalde, Schicklerstraße 46 (Lage) | Wohnhaus    |              | BW   |